# Strongylognathus christophi
Strongylognathus christophi (лат.) — вид муравьёв-рабовладельцев рода Strongylognathus из подсемейства Myrmicinae (Formicidae). Включён в Международную Красную книгу МСОП. Восточная Европа. Юг европейской части России и юго-восточная Украина; на восток до Нижнего Поволжья, Прикаспия и Южного Урала. Длина самок 4—5 мм; бурые или красно-бурые. Затылочный край головы самок и рабочих прямой, без глубокой выемки. Голова у самок с параллельными боками, прямоугольная. Бока груди покрыты короткими морщинками и шагреневой скульптурой. Вид был впервые описан в 1889 году итальянским мирмекологом Карло Эмери. Самцы (красно-бурого цвета с желтоватыми ногами) были описаны только в 1985 году, спустя почти сто лет после открытия рабочих и самок.